# Große Fatra

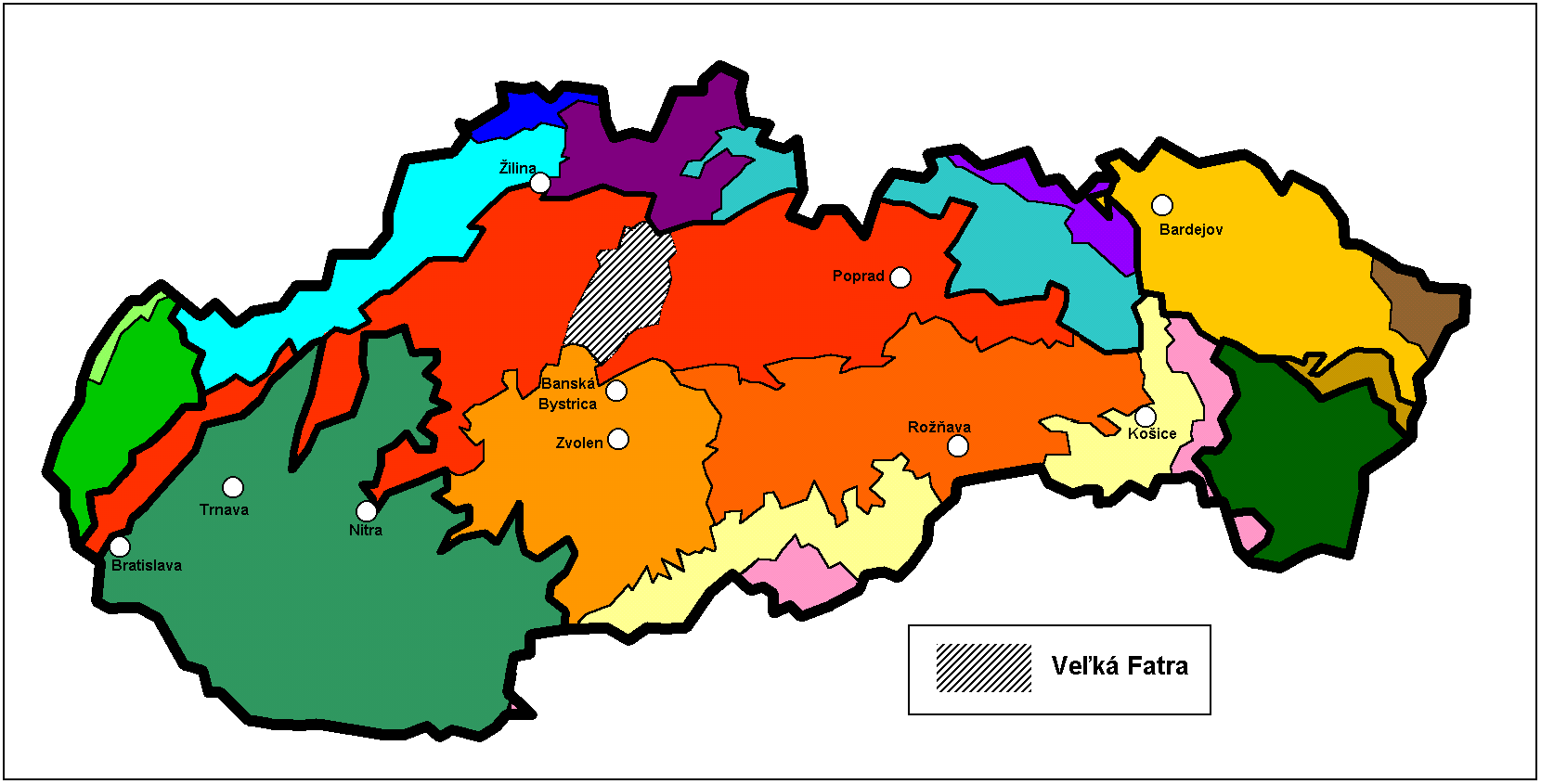
Die Große Fatra innerhalb der Geomorphologischen Einteilung der Slowakei

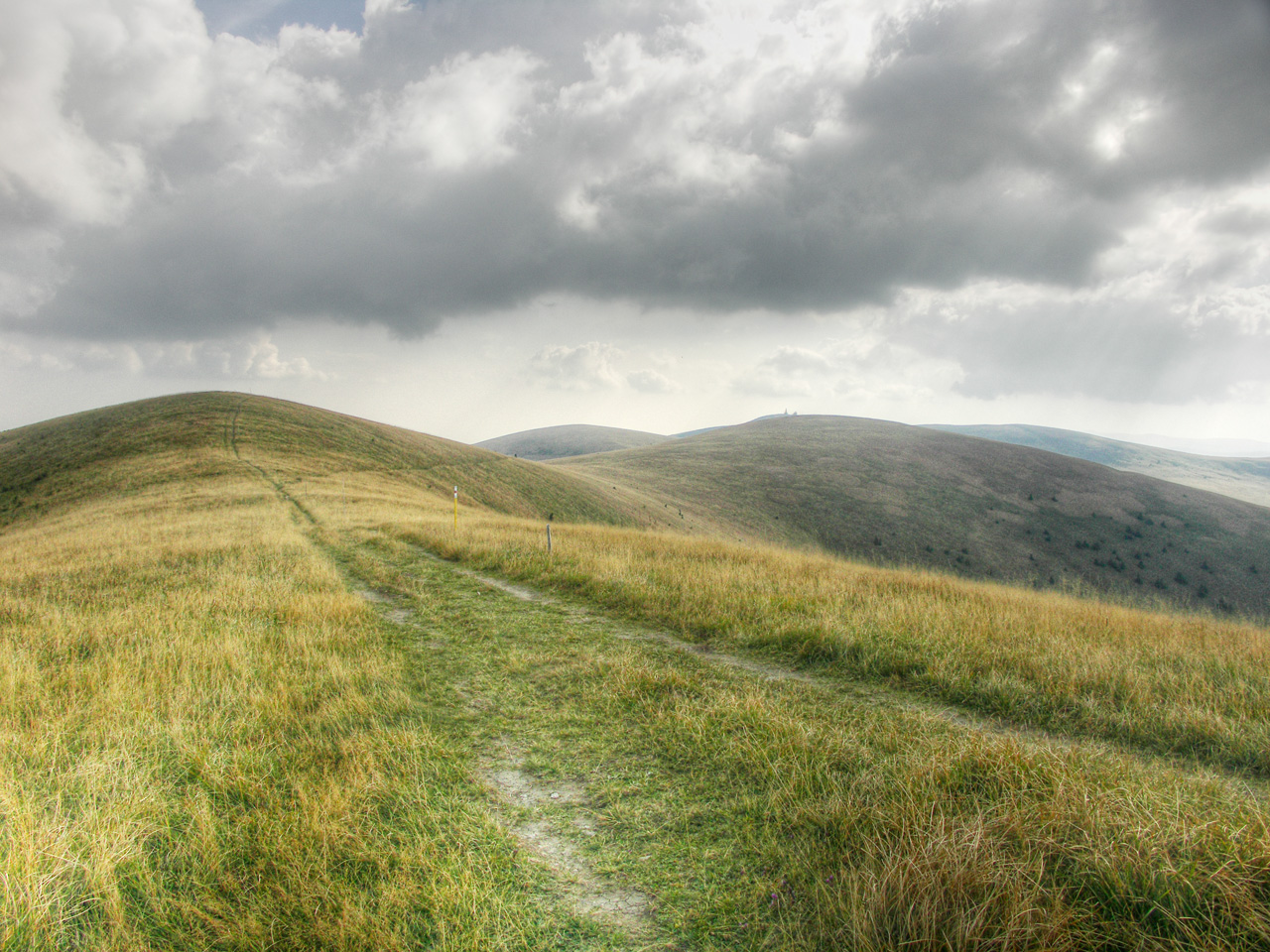
Hôľna Fatra

Die Große Fatra (slowakisch Veľká Fatra) ist ein bewaldetes Gebirge in der Mittelslowakei. Sie gehört zum Fatra-Tatra-Gebiet, welches wiederum zu den Inneren Westkarpaten zählt. Das Gebirge liegt ungefähr zwischen den Städten Ružomberok im Nordosten, Martin im Nordwesten, Turčianske Teplice im Südwesten und der Gemeinde Harmanec im Südosten.

## Begrenzung
Die Große Fatra wird begrenzt
- im Norden vom Bergland Oravská vrchovina und dem östlichen Teil der Kleinen Fatra,
- im Nordosten vom Gebirge Chočské vrchy,
- im Osten vom Talkessel Podtatranská kotlina und der Niederen Tatra,
- im Südosten vom Gebirge Starohorské vrchy,
- im Südwesten von den Kremnitzer Bergen und
- im Westen vom Talkessel Turčianska kotlina (Turzbecken).

## Gliederung
Das Gebirge wird geomorphologisch weiter eingeteilt (vom Norden nach Süden) in:
- Šípska Fatra,
- Šiprúň,
- Lysec,
- Hôľna Fatra,
- Revúcke podolie,
- Zvolen (Gebirge),
- Bralná Fatra.

## Gebirgscharakter
Die Gebirgskämme verlaufen überwiegend in nord-südlicher Richtung und sind in den Hochlagen größtenteils unbewaldet. Der höchste Berg ist der Ostredok  mit 1596 Metern. Weitere Gipfel im zentralen Massiv sind die Berge Rakytov (1567 Meter) und Ploská (1532 Meter). 

 Das längste Tal ist das Ľubochnianka-Tal (slowakisch Ľubochnianska dolina) mit 25 Kilometern. 
Etwa 90 Prozent des Gebirges werden von Wäldern bedeckt. So sind bis auf ein Gebiet am Kamm Smrekovica die Kämme im nördlichen Teil des Gebirges bewaldet. Vorwiegend sind es Buchen- und Fichtenbestände. Aber auch eine große Anzahl von Eiben findet sich in diesem Gebirgszug.
Die zum Westen hin führenden Täler weisen Karsterscheinungen auf (zum Beispiel das Tal Gaderská dolina).

## Naturschutz
Seit dem Jahr 2002 ist die Große Fatra einer der Nationalparks in der Slowakei (siehe Nationalpark Große Fatra); geschützt werden unter anderem die hier noch lebenden Bären.

## Tourismus
Durch eine Kabinenseilbahn südlich von Ružomberok ist der Zugang von Norden zum Wintersportgebiet um den Berg Malinné herum gewährleistet. Im südlichen Teil kann man über einen Sessellift vom Ort Turecká nördlich von Banská Bystrica in die Gebirgswelt gelangen. Wichtige Berge sind hier Smrekov (1441 Meter), Krížna (1574 Meter) sowie Kráľova studňa (1384 Meter), letzterer mit einem gleichnamigen Berghotel in unmittelbarer Nähe. 

 Interessante Volksarchitektur sind insbesondere in der Ortschaft Vlkolínec (UNESCO-Welterbe seit 1993, Stadtteil von Ružomberok) und auch in Liptovské Revúce zu finden. 

 Auch einige Kurorte wie Ľubochňa im Norden im Waagtal und Turčianske Teplice im Südwesten liegen im Bereich der Großen Fatra. An der Grenze zum Gebirge Starohorské vrchy im Südosten befindet sich Donovaly, einer der bedeutendsten Ski-Orte der Slowakei.
Siehe auch: Fatra, Kleine Fatra